# Lorenzo Ramírez de Prado

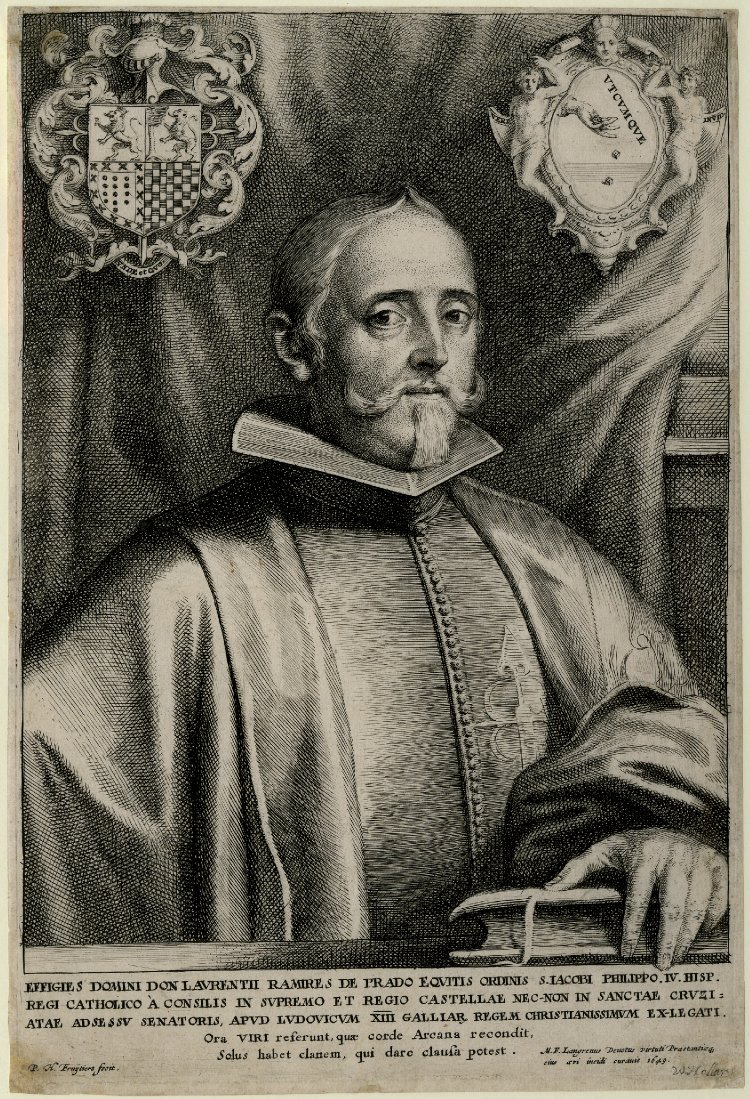
Lorenzo Ramírez de Prado nach Philip Fruytiers, 1643.

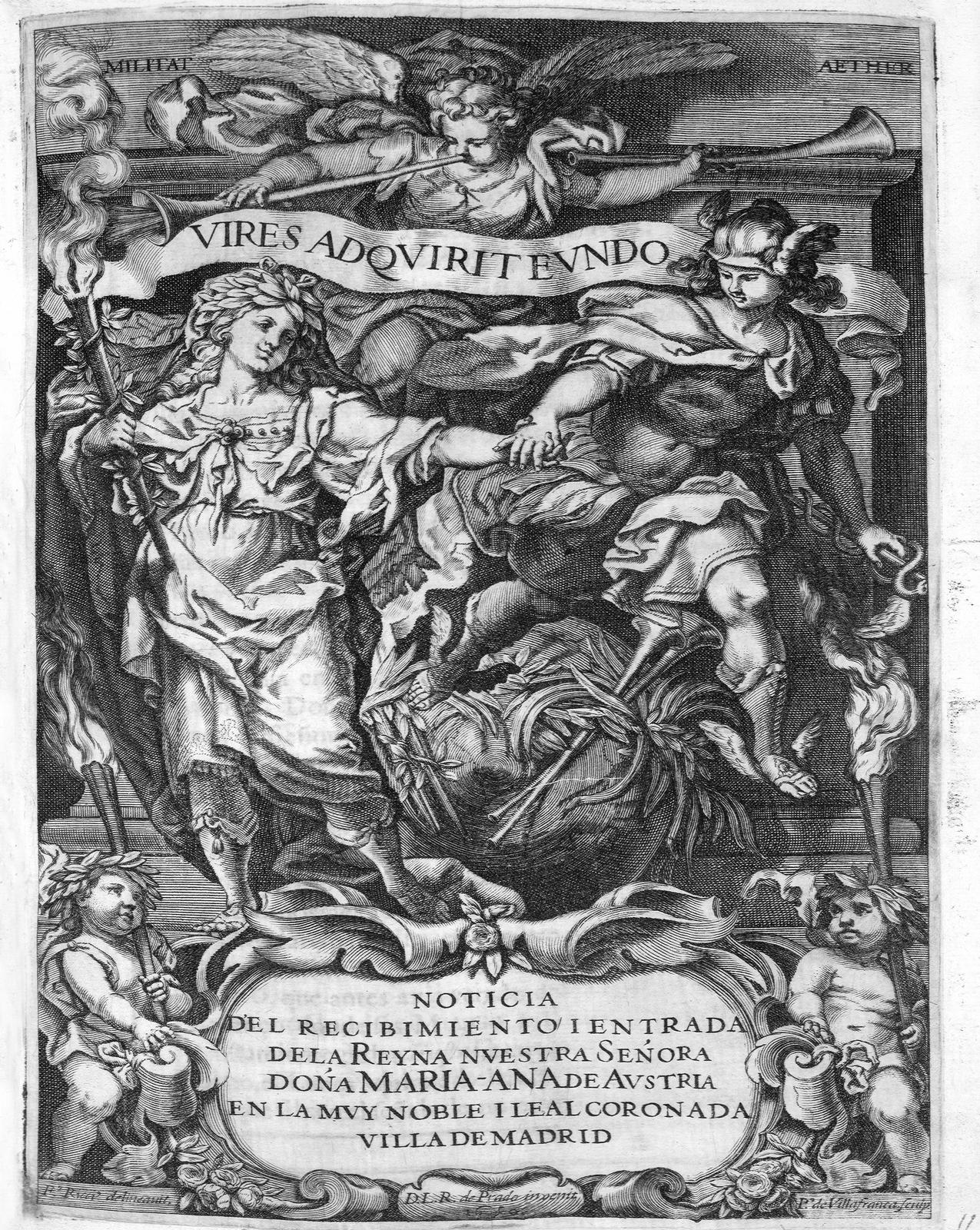
Titelblatt von Lorenzo Ramírez de Prado: Noticia del recibimiento... 1650

Lorenzo Ramírez de Prado (* 9. August 1583 in Zafra, Extremadura, Spanien; † 15. Juli 1658) war ein spanischer Humanist, Autor, kastilischer Politiker sowie Buch- und Kunstsammler. Sein Vater war Alonso Ramírez de Prado, Finanzminister unter Philipp III. von Spanien, der am 15. Juli 1608 unter Betrugsverdacht im Gefängnis starb.
Lorenzo zählt zu den bekanntesten Humanisten des Siglo de Oro, des „Goldenen Jahrhunderts“ der spanischen Kunst und Kultur. Nach Studien in Salamanca bei Francisco Sánchez de las Brozas, gen. El Brocense (1523–1601), wurde er u. a. Familiar del Santo Oficio (Mitglied der Heiligen Inquisition, 1626), Mitglied im hochadligen Santiagoordens und schließlich Oficial del Santo Oficio (1638). Daneben war er in den kastilischen Cortes politisch tätig.
Zu seinem Freundeskreis zählten die Schriftsteller Lope de Vega und Luis de Góngora.
Seine Tätigkeit beim Santo Oficio bedeutete, dass er im Dienst der spanischen Inquisition stand, und dies, obwohl sein Lehrer, El Brocense, selbst dreimal zu den Opfern dieser Einrichtung gehörte; er war sogar 78-jährig in der Haft gestorben. Da Lorenzo R. de Prado bei der Inquisition u. a. mit der Überprüfung, Sichtung und Säuberung politisch, religiös oder moralisch anrüchiger Literatur befasst war, umfassten seine Sammlungen bei seinem Lebensende zahlreiche Titel und Kunstwerke, die der Zensur zum Opfer gefallen waren und die er auch nur mit päpstlicher Lizenz besitzen durfte. Einige seiner Sammlerobjekte (Bücher wie Gemälde) waren daher nach seinem Tod unverkäuflich und fanden schließlich auf allerhand Umwegen den Weg in staatliche Sammlungen.
Zu den bekanntesten Stücken seiner Sammlung zählt eine der beiden handschriftlichen Fassung der Historia del Pirú des Martín de Murúa, der sog. Getty-Murúa, der von dort in die Bibliothek des Colegio Mayor de Cuenca in Salamanca gelangte.